# Fractal de Vicsek

Vicsek fractal (5.ª iteración en forma de cruz)

En matemáticas (en la rama de la geometría), el fractal de Vicsek es un fractal propuesto por Tamás Vicsek que proviene de una construcción similar a la de la Alfombra de Sierpinski. Este fractal también es conocido como el cupo de Vicsek o caja fractal.
La dimensión de Hausdorff-Besicovitch de este fractal es {\displaystyle \log(5)/\log(3)\approx 1,46497...}
Es utilizado en el diseño de antenas compactas, particularmente para teléfonos celulares.

## Construcción
La construcción del fractal de Vicsek se da de la siguiente manera:
1. El procedimiento inicia con un cuadrado.
2. El cuadrado se corta en 9 sectores congruentes, formándose una cuadrícula de 3x3. Los cuatro sectores de las esquinas y el sector central se conservan, mientras que los otros se eliminan (Se observa una figura con forma de 'X').
3. El paso anterior vuelve a aplicarse a cada uno de los cuadrados no eliminados aplicando recursividad.

Una construcción alternativa consiste en quitar los cuatro cuadrados de las esquinas y dejar el cuadrado del medio y los cuadrados superior, inferior, lateral izquierda y derecha del mismo. Las dos construcciones producen curvas límites idénticas, pero con un giro de 45 grados una con respecto de otra. (Se observa una figura con forma de '+' con los sectores conservados).
La dimensión de Hausdorff de este fractal es {\displaystyle \textstyle {\frac {\log(5)}{\log(3)}}} ≈ 1.46497.

Cuatro iteraciones de la forma intercalada del fractal (superior) y la forma de cruz del fractal (inferior).

## Propiedades
El fractal de Vicsek tiene la sorprendente propiedad de que tiene un área nula pero un perímetro infinito, debido a su dimensión no entera. En cada iteración, se eliminan cuatro cuadrados por cada cinco retenidos, lo que significa que en la iteración n el área es {\displaystyle \textstyle {({\frac {5}{9}})^{n}}} (suponiendo un cuadrado inicial de la longitud del lado 1). Cuando n se aproxima al infinito, el área se aproxima a cero. El perímetro sin embargo es {\displaystyle \textstyle {4({\frac {5}{3}})^{n}}}, porque cada lado se divide en tres partes y el centro se reemplaza por tres lados, lo que arroja un aumento de tres a cinco. El perímetro se acerca a infinito a medida que n aumenta.
La forma del fractal de Vicsek tiende a ser la variante cuadrática tipo 1 del copo de nieve de Koch.

## Análogos en dimensiones superiores

Relación entre el fractal de Vicsek y el Dosel fractal.

Existe un análogo tridimensional del fractal de Vicsek. Se construye mediante la subdivisión de un cubo en 27 cubos más pequeños, y la eliminación de todos, excepto la "cruz central" (el cubo central) y los seis cubos que tocan el centro de cada cara. Su dimensión de Hausdorff es {\displaystyle \textstyle {\frac {\log(7)}{\log(3)}}} ≈ 1.7712.
De forma similar al fractal bidimensional, esta figura tiene un volumen igual a cero. En cada iteración, se conservan 7 cubos por cada 27, lo que significa un volumen de {\displaystyle \textstyle {({\frac {7}{27}})^{n}}} en la n-ésima iteración, que se aproxima a cero cuando n tiende al infinito.

Existe un número infinito de secciones de cruz que producen el fractal bidimensional de Vicsek.

Animación tridimensional equivalente del fractal de Vicsek (alternación número tres).

## Aplicaciones

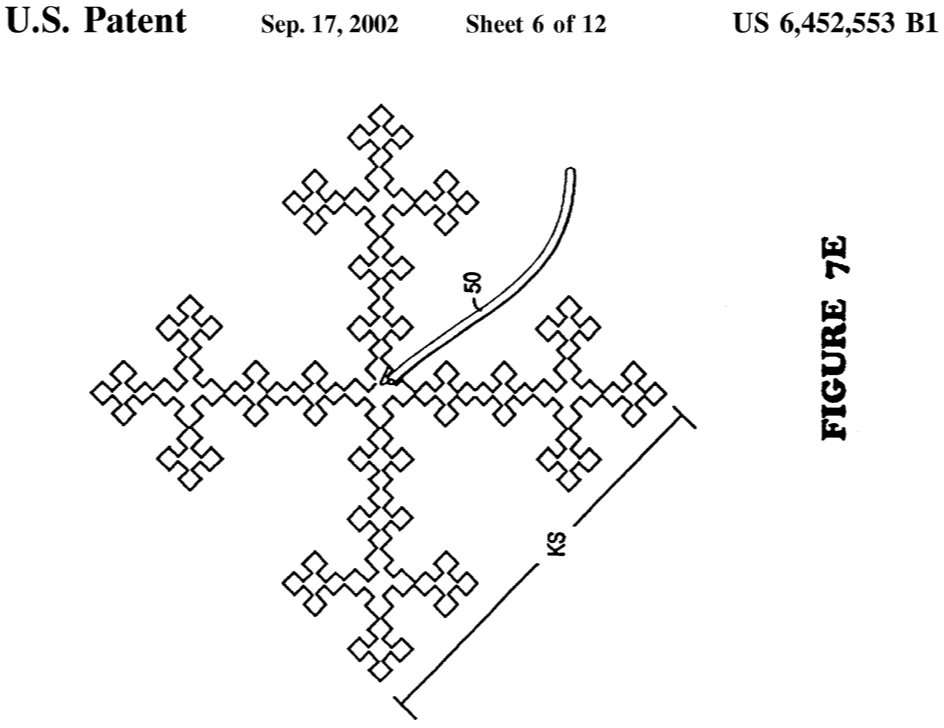
Un ejemplo de antena fractal: una curva de espacio lleno "Island-Minkowski"

Una antena fractal es una antena que utiliza el diseño geométrico de un fractal para maximizar la longitud o aumentar el perímetro (en las secciones interiores o la estructura exterior) del material que puede recibir o transmitir radiación electromagnética dentro de una superficie o volumen total determinado. La respuesta de una antena fractal difiere marcadamente de los diseños de antena tradicionales, ya que es capaz de operar con un rendimiento de bueno a excelente en muchas frecuencias diferentes simultáneamente. Tales antenas fractales también se conocen como curvas de relleno multinivel y de espacio
El aspecto clave radica en su repetición de un motivo en dos o más tamaños de escala, o "iteraciones". Por esta razón, las antenas fractales son muy compactas, multibanda o de banda ancha, y tienen aplicaciones útiles en telefonía celular y comunicaciones de microondas.